# Краков-ам-Зе
Краков-ам-Зе (нем. Krakow am See) — город в Германии, в земле Мекленбург-Передняя Померания.
Входит в состав района Гюстров. Подчиняется управлению Краков-ам-Зе. Население составляет 3,4 тыс. человек (2009); в 2003 г. — 3,5 тысяч. Занимает площадь 87,07 км². Официальный код — 13 0 53 043.
Располагается на берегу озера Краковер-Зе.

## Ссылки

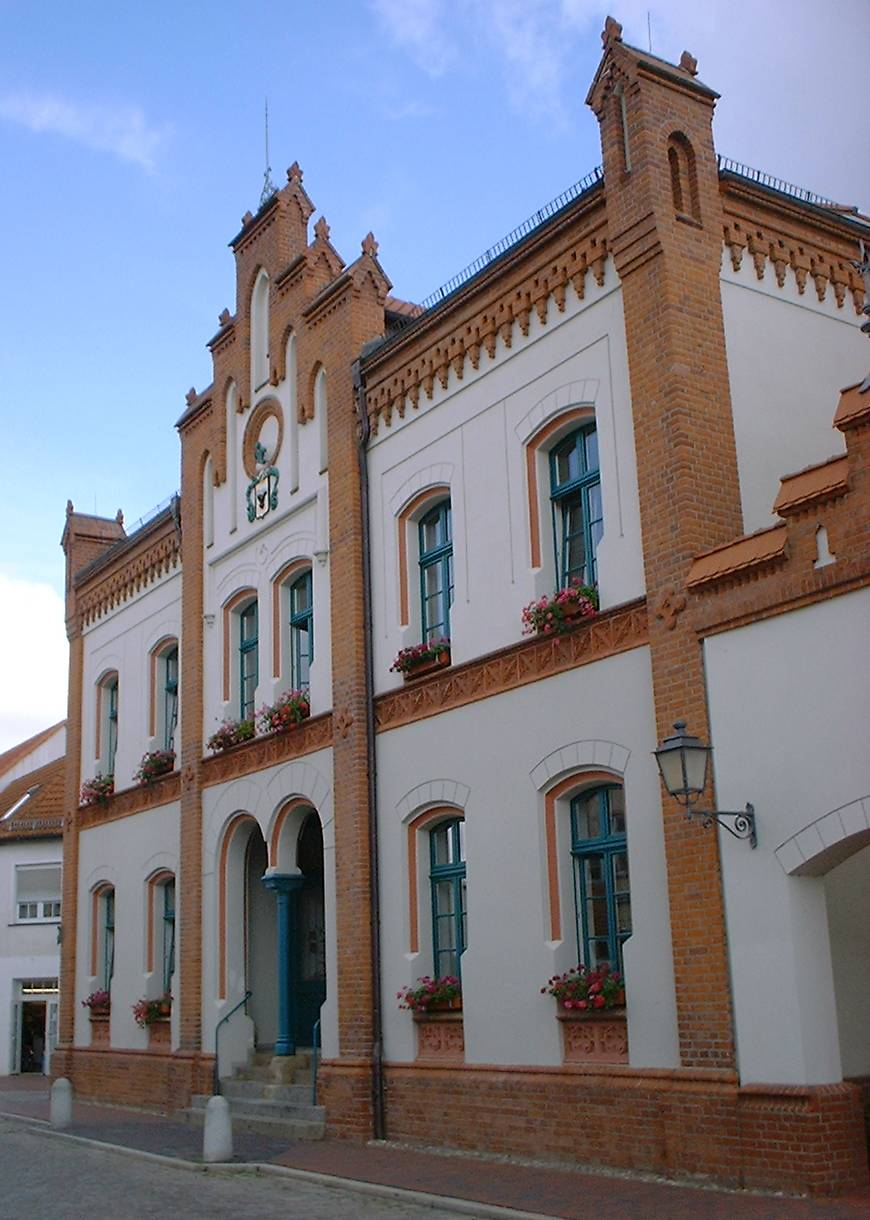
Ратуша